# Jorge Bravo Bresani
Jorge Bravo Bresani (Lima, 17 de julio de 1916-Lima, febrero de 1983) fue un ingeniero, economista, empresario y docente universitario peruano. Es, junto a Pedro G. Beltrán y Manuel Ulloa Elías, uno de los economistas que ha realizado importantes aportes al pensamiento económico en el Perú.

## Biografía
Hijo de José Julián Bravo y Sara Bresani. Cursó sus estudios escolares en el Colegio Sagrados Corazones Recoleta de Lima. Luego ingresó en la Escuela Nacional de Ingenieros, graduándose como ingeniero de minas en 1949.
Se desempeñó como catedrático principal en la Universidad Nacional de Ingeniería. En 1963 pasó a ser catedrático de temas económicos de la Universidad Mayor de San Marcos y la Universidad Nacional Agraria La Molina. De esta última fue decano de la Facultad de Ciencias Sociales (1966). También fue profesor de Economía Política en el Centro de Altos Estudios Militares (1959-1981), la Academia de Guerra Aérea (1962-1970) y la Academia Diplomática de Lima (1969-1971).
Fue además asesor del Instituto Nacional de Planificación, gerente de Planificación de Minero-Perú (1976-1981) y asesor de la presidencia de Minero-Perú (1978-1982). Destacó también como empresario minero.

## Publicaciones
De sus diversos libros y ensayos, destacamos los siguientes:
- Planificación y desarrollo de la comunidad (1964)
- Mito y realidad de la oligarquía peruana (1968)
- La oligarquía en el Perú (1969)
- El reto del Perú en la perspectiva del tercer mundo (en coautoría con Francisco Sagasti y Augusto Salazar Bondy). Lima, Moncloa - Campodónico Editores Asociados, 1972;
- Visión histórica de la tecnología (1979)
- La tecnología en el siglo XX (1982)